# Nagy aggófű
A nagy aggófű (Senecio umbrosus) a fészkesvirágzatúak (Asterales) rendjébe és az őszirózsafélék (Asteraceae) családjába tartozó faj.

## Előfordulása
A nagy aggófű eredeti előfordulási területe Európa középső és délkeleti része. A legészakibb állományai Fehéroroszországban találhatók meg. Elterjedésének nyugati határát Ausztria, míg keleti határát Oroszország európai része képezi. Törökország ázsiai részén is őshonos. Görögország több szigetén is fellelhető.